# Clarkson (Kentucky)
Clarkson – miasto w Stanach Zjednoczonych, w stanie Kentucky, w hrabstwie Grayson.